# Vrij zijn (Leopold 3)
Vrij zijn is een Nederlandstalige single van de Belgische band Leopold 3 uit 1991. Het lied behoort tot de bekendste nummers in het repertoire van de (boys)band. De single bevatte naast een "radiomix" een "club mix"-versie van het lied.
Het lied verscheen op hun tweede album De Expeditie.

## Meewerkende artiesten
Producer:
- Olivier Adams
- Patrick Claesen

Muzikanten:
- Erik Goossens (piano, zang)
- Patrick Claesen (keyboards, achtergrondzang)
- Stefan Wuyts (drums)

## Hitnotering
Het nummer stond 16 weken, waarvan negen weken op plaats 1, in Vlaamse top 10 nadat het was binnenkomen in die hitparade op 5 maart 1994. In de Ultratop 50 kwam het nummer binnen op 12 maart 1994 en piekte het op positie 17. Het nummer bleef 14 weken in deze hitparade.

### VlaamseUltratop 50
| Positie: | 38 | 25 | 24 | 21 | 18 | 18 | 17 | 21 | 21 | 21 | 23 | 34 | 39 | 41 | uit |